# サントメ・プリンシペ時間
| 黒 | UTC-1: | （CVT）- カーボベルデ時間    |                            |
| 緑 | UTC+0: | （WET）- 西ヨーロッパ時間    | （GMT）- グリニッジ標準時  |
| 青 | UTC+1: | （CET）- 中央ヨーロッパ時間  | （WAT）- 西アフリカ時間    |
| 青 | UTC+1: | （WEST）- 西ヨーロッパ夏時間 |                            |
| 赤 | UTC+2: | （CAT）- 中央アフリカ時間    | （EET）- 東ヨーロッパ時間  |
| 赤 | UTC+2: | （SAST）- 南アフリカ標準時   | （WAST）- 西アフリカ夏時間 |
| 黄 | UTC+3: | （EEST）- 東ヨーロッパ夏時間 | （EAT）- 東アフリカ時間    |
| 灰 | UTC+4: | （MUT）- モーリシャス時間    | （SCT）- セーシェル時間    |

サントメ・プリンシペでは現在、グリニッジ標準時（UTC+0）が採用されている。夏時間は実施されていない。
ポルトガル植民地時代の1912年から長年にわたりグリニッジ標準時が使われてきたが、2018年に西アフリカ時間 (UTC+1)に変更した。しかし、2019年にはグリニッジ標準時に戻された。

## TZ database
tz databaseのzone.tabにはサントメ・プリンシペの標準時が1つ含まれている。
| 国コード | 座標        | 時間帯          | 標準時 | 夏時間 |
| -------- | ----------- | --------------- | ------ | ------ |
| ST       | +0020+00644 | Africa/Sao_Tome | UTC+0  |        |